# Armlängds avstånd
Armlängds avstånd är ett begrepp som härstammar från militär verksamhet där "armlängds lucka" vanligen används som mått mellan personer vid inrättning i led. Man sträcker fram sin hand och rättar in sig så att luckan till framförvarande blir just en armlängd. Sträckan i sidled benämns avstånd och kan anges i meter. Det reglerade avståndet framåt och i sidled är nödvändigt vid hantering av vapen och annan utrustning.
Begreppet används numera flitigt av journalister och politiker inom exempelvis kulturpolitik, men även mediepolitik(en) och forskningspolitik och där "armlängd" används som en metafor för lämpligt avstånd mellan makthavare i olika roller. Det finns ingen absolut definition i denna användning,:2 men principen definieras oftast som att politikerna ska skapa förutsättningar för skapande, men inte styra innehållet för att inte hindra konstnärer, medier och forskare från att kritiskt granska politiker, finansiärer eller samhället. Studier visar dock att genom att styra förutsättningarna riskerar man också att styra innehållet.

## Tolkning och förekomst

### I Storbritannien
Efter andra världskriget blev ekonomen John Maynard Keynes ordförande för Storbritanniens kulturråd. Det förekom då väldigt lite offentlig finansiering av kulturlivet, och Maynard Keynes talade om att staten endast skulle stödja få och mycket högkvalitativa institutioner, vilket han formulerade som "few, but roses".

### I Sverige
Begreppet är centralt i svensk kulturpolitik:2, men trots att uttrycket förekommer ofta visade forskning av Susanna Dahlberg 2019 att det råder oenighet kring hur principen ska tillämpas i praktiken,:2 och en undersökning av SVTs Kulturnyheterna inför Riksdagsvalet i Sverige 2018 visade stora skillnader i de politiska partiernas tolkning av uttrycket. Dahlbergs studie 2019 visade också tydligt att genom att styra förutsättningarna för konsten riskerade man också att styra innehållet i den.
Uttrycket "armlängds avstånd" förekom för första gången i svensk lagtext 2017 i den då nya Museilagen. Uttrycket har dock länge förekommit i andra sammanhang, till exempel styrning av bolagen Sveriges Television, Sveriges Radio och Utbildningsradion genom sin ägare Förvaltningsstiftelsen.
Lars Anders Johansson sade i november 2020 att principen om armlängds avstånd, så som det används i svensk kulturpolitik, är tagen ur det sammanhang i vilken den formulerades: i Storbritannien efter andra världskriget. Johansson jämförde Storbritannien och dess återhållssamma offentliga finansiering av kulturlivet med Sverige som sedan 1974 har haft en stor offentligt finansierad kultursektor under en stor byråkrati samtidigt som regleringsbrev och budgetar fastslås av politiker.
Gunilla Kindstrand, som på 1980-talet arbetade med att skriva ansökningar till bland annat Statens kulturråd, beskrev i april 2021 hur ansökningar till finansiärer hade blivit hårt uppstyrt i ett digitalt formulär. Den större delen utgjordes av att uppskatta publikens storlek och ålder, skådespelarnas kön, biljettförsäljning samt ekonomiska skattningar. Kindstrand skrev att i Sverige hade ideer från New public management smält samman med ett kontrollbehov från identitetspolitiken, och att kontrollen motverkade den konstnärliga mångfalden.
När arkeologen Leif Gren 2021 undersökte skyltar på Nationalmuseums våningsplan två, som handlar om 1800- och 1900-tal, upptäckte han både vilseledande politisering och tillrättaläggande pekpinnar.

#### Utredningen av Myndigheten för kulturanalys
Trots den i Sverige stora och offentligt finansierade kultursektorn, konstaterade Myndigheten för kulturanalys 2019 att det saknades en systematisk kartläggning och analys av vilka effekter den kulturpolitiska styrningen i Sverige hade på den konstnärliga friheten:2 och bedömde det som frågor angelägna att utredas. Regeringen gav då myndigheten uppdraget att utreda detta och särskilt belysa principen om armlängds avstånd.:2 En delredovisning presenterades den 15 maj 2020 innehållande utredningens övergripande struktur.
Den slutgiltiga utredningen, som presenterades i juni 2021, bedömde att det förekom styrning som varken kunde motiveras utifrån självständighetsmålet eller de kulturpolitiska målen som helhet, baserat på att::10,11
- Delar av den statliga bidragsgivningen styrs och implementeras med negativ påverkan på den konstnärliga friheten. Det hängde samman med hur bidragsgivningen styrdes politiskt och hur den genomfördes av bidragsgivarna.
- Principen om armlängds avstånd är inte möjlig att fullt ut tillämpa på regional och kommunal nivå eftersom det dels saknas organisatoriskt skydd mot politiskt inflytande över konstnärligt innehåll, dels för att regioners och kommuners förhållningssätt till armlängdsprincipen var tvetydigt.
- På regional och kommunal nivå sker målstyrning (både på en övergripande nivå och i relation till kulturinstitutioner och bidragsgivning) som riskerar att påverka den konstnärliga friheten negativt.

Utredningen skrev att "Kulturanalys övergripande bedömning är att det idag äger rum kulturpolitisk styrning som kan och bör undvikas.":16
Utredningen lyfte att det under senare år funnits exempel på regeringsstrategier och uppdrag där Kulturrådet hade givits uppgift att i det konstnärliga innehållet "främja vissa perspektiv och olika gruppers rättigheter" med syftet att "öka människors medvetenhet kring dessa perspektiv och på så sättsynliggöra och förändra normer i samhället". Myndigheten skrev att sådan styrning bör undvikas oavsett tematik.:12 Den noterade att idealet om konstnärlig frihet hade givits ett sparsamt utrymme i regeringens styrning av de statliga bidragsgivarna.:12
Utredningen problematiserade att Kulturrådet tillfrågade bidragssökande om och hur de avsåg "integrera ett jämställdhets-, hbtq-, mångfalds-och interkulturellt perspektiv" och att Kulturrådets hemsida förstärkte bilden av att myndigheten värderade ansökningar utifrån dessa perspektiv.:13 Filminstitutets styrdokument och kommunikation kritiserades då vissa perspektiv lyftes fram på ett sätt som var problematiskt utifrån idealet om konstnärlig frihet och en "otydlighet i hur Filminstitutet beskriver sitt arbete mot diskriminering och för mångfald och jämställdhet". Även Filminstitutets kommunikation kring frågor som handlar om jämställdhet och mångfald i svensk film ifrågasattes då den medförde en risk att konstnärligt arbete anpassades på ett sätt som inte var önskvärt.:13
Många konstnärer och kulturskapare bedömdes vara mottagliga för styrning, och en enkät bland kulturskapare som hade sökt bidrag visade på en misstro mot hur de statliga bidragsgivarna levde upp till idealet om konstnärlig frihet. Närmare hälften av de svarande, uppgav att de hade anpassat sitt verk i syfte att öka möjligheterna att få bidrag. Mest kritiska var de som hade sökt bidrag från Filminstitutet.:14

### I Norge
Gunilla Kindstrand hänvisade i april 2021 till en norsk studie som sammanfattade hur, sedan tidigt 1990-tal, "en konstnärlig bransch steg för steg fostrats till större lydnad och nya självbilder." Studiens tre författare beskrev hur kraven på redovisning, återkoppling och utvärdering skapade en övervakningskultur där avståndet ("armlängden") till politikerna riskerade att kortas. När den norska tidningen Klassekampen skrev om studien liknades förändringen vid det ekologiska begreppet "shifting baseline"-syndromet (en) där den nya kontrollen normaliserades.

### I andra länder
På danska förekommer uttrycket Armslængdeprincippet och på engelska förekommer uttrycket "at arm's length". Det engelska uttrycket kan avse finansiering av kultur, men även att parter i en juridisk relation har lika villkor, utan informationsasymmetri, exempelvis vid internationella dubbelbeskattningsavtal.

## Fotnoter